# From Hell It Came
From Hell It Came este un film SF american din 1957 regizat de Dan Milner pentru Allied Artists . În rolurile principale joacă actorii Tod Andrews și Tina Carver.

## Prezentare
Tabonga, spiritul unui criminal reîncarnat sub forma unui trunchi de copac, revine la viață și ucide o grămadă de nativi de pe o insulă din Marea Sudului. O pereche de oameni de știință americani luptă împotriva acestuia.

## Distribuție
- Tod Andrews - Dr. William Arnold
- Tina Carver - Dr. Terry Mason
- Linda Watkins - Mrs. Mae Kilgore
- John McNamara - Prof. Clark